# Атенульф II (герцог Гаетанський)
Атенульф II (†жовтень 1064), лангобардський герцог Гаетанський (1062—1064), син герцога Атенульфа I та його дружини Марії, дочки князя Капуанського Пандульфа IV.
Правив неповнолітнім разом з матір'ю. На той час сюзереном Гаети був князь Капуанський Річард I, тому Марія за допомогою сусідніх правителів мала намір відновити незалежність герцогства. Проте, син Річарда I Йордан завоював Гаету. Атенульф II помер, престол перейшов до нового чоловіка його матері Вільгельма Монтрея.